# Stecknitzkanalen
Stecknitzkanalen i det nordlige Tyskland, der forbinder floden Trave med Elben i delstaten Slesvig-Holsten, er en af Europas ældste kanaler og blev taget i brug i 1398. Den 11 km lange kanal forbinder Trave via Stecknitz med Möllner See, hvorfra floden Delvenau har forbindelse med Elben ved Lauenburg. Kanalen var oprindelig 7,5 m bred og kun 85 cm dyb. For at overvinde højdeforskellene måtte man anlægge 13 sluser.
Kanalen blev bygget til pramme der kunne laste op til 7,5 tons salt, der var den vigtigste fragt og en af de væsentligste grunde til Lübecks dominans i Hanseforbundet.

## Historie
I middelalderen så udvekslingen af varer mellem Nord- og Østersøen sin første storhedstid. Men rejsen nord om Danmark var tidsrøvende og risikobetonet. Det var i modsætning til rejsen over land en 200 sømil lang omvej. Derfor lavede den fremadstræbende hansestad Lübeck og den lauenburgske hertug Erik 4. i 1390 en aftale om opførelsen af en kanal mellem Elben og Østersøen. I år 1392 begyndte byggeriet. I 1398 blev der for første gang transporteret salt fra Lüneburg til Lübeck på fem uger.
På en vejledning af Hertug Albrecht af Sachsen fra d. 7. september 1343 til slusemesteren på den øverste sluse kan man se betydningen af skibsfarten. Ved opstemning mellem Påske og midten af august skulle han sikre, at når der var lastet 24-30 pramme med salt ved Mölln, så skulle der på anmodning fra skibsfarten strømme tilstrækkeligt vand til, at disse fartøjer kunne nå sikkert til Lübeck. Kanalbyggeriet var ikke elsket af alle. Således lod Heinrich von Lüneburg i 1396 ved udmundingen af kanalen i Elben sten vælte ned for at forhindre adgang fra Elben. Man var tvunget til at flytte mundingen.
Den 22. juli 1398 nåede de første 30 pramme til Hansestaden. Dermed blev den gamle saltvej som hovedtransportvej for det Lüneborgske salt opløst. I det 16. århundrede blev den årlige trafikmængde 800 til 1500 pramme. Saltet blev opbevaret i Lübecks saltlagre på Obertrave, nogle af disse gamle lagerhuse ved Holstentor kan stadig ses i dag, derefter overført til skibe og eksporteret til hele Østersøregionen. Betydningen af kanalen steg i år hvor for eksempel der var strid om sundtold og når der var spærret for handelsskibe gennem Øresund. Ligeledes kunne konkurrerende kanaler som Wallensteingraben der gik til Wismar ikke få særlig betydning.
I kanalens største blomstringstid i det 15. århundrede blev over mere end 30.000 Ton salt per år flyttet via kanalen. Disse tal reduceredes i det 17. århundrede til 160 skibe med 5000-7000 T. I 1789 var der stadig 64 skibe med omkring 680 ton salt. I den modsatte retning transporterede Stecknitz-prammene korn, huder, sild, aske, træ og andre varer fra Lübeck der blev omlastet i Lauenburg og via Elben blev fragtet til Hamburg. Senere kom også kul, tørv, tegl, kalksten og grus med i prammene.
Købmændene i Lübeck rekrutterede for det meste mandskab til salttransporten i Lauenburg. Mens salthandlerne fra Lübeck ikke havde mange begrænsninger, kunne Stecknitzhandlerne kun sjældent eje en båd, og følgelig ikke tjene sig store rigdomme. Dette opretholdt på længere sigt en afhængighed mellem salthandlerne og købmændene.
Kanalen blev fra 1895-1900 omlagt og ombygget til Elbe-Lübeck-Kanal.

## Tekniske forhold
Stecknitzkanalen strakte sig fra Lauenburg til Lübeck, en strækning på 97 km (i luftlinje dog kun 55 km) og fortrinsvis på grundlag af de naturlige vandstrømmes forløb. Kanalen overvandt en højdeforskel på 18 meter. Mod syd udnyttedes Delvenau, der løber ud i Elben ved Lauenburg og mod nord i Stecknitz, der udmunder i Trave. Mellem de to flodløb blev gravet en kanal, 11,5 km lang, nyge graven (senere Delvenaugraben).
Vigtigst var forsyningen med vand i de højest beliggende dele af kanalforløbet.
- i nordenden, ved Möllner sø (12 m o.h.) anlagdes Hahnenburger sluse, der bestod af to efter hinanden beliggende skibssluser (kammersluser) hver med to porte. Herfra nåede man ad Steicknitz til Trave gennem fem sluser (to ved Oberschleuse, to ved Donnerschleuse og en ved Berkenthin).
- scheitelstrækningen (16,66 m.o.h.) var 11,5 km lang. Denne strækning blev blandt andet forsynet med vand fra Hornbecker Mühlenbach (til dette formål erhvervede Lübeck i 1391 landsbyen Hornbek med mølle). Senere blev strækningen afkortet ved bygningen af Grambeker schleuse med 8 km.
- det sydlige forløb til Elben, det egentlige Delvenau, havde syv stausluser og en kistesluse (Zienburger-, Seeburger-, Siebeneichener-, Büchener-, Niebuhr-, Düker-, Palm (kistesluse) og Frauwieder- eller Hafenschleuse. Kisteslusen er den ældst kendte kammersluse, den består af såkaldte kesselsluser og kan rumme ti skibe ad gangen.

Oprindeligt havde kanalen 13, senere - efter tilføjelsen af Hornbeker sluse i 1692, en sluse ved indløbet i Möllner sø i den såkaldte Kehle, hvorved antallet af sluser i den sydlige slusetrappe voksede til ni, i den nordlige slusetrappe til 8, i alt til 17 sluser.
Slusesystemet fungerede således, at vand blev opstemmet bag et sluseværk, og når dette blev åbnet, kunne prammene passere til næste led. Opdæmningen varede indtil tre dage. Kanalen havde et buet forløb, i alt mellem Elben og Trave en længde på omkring 94 km, mens længden tværs gennem dalen kun er ca 62 km.
Oprindelig var kanalgraven mod syd kun 85 cm dyb og 7,5 m bred, men i årene 1821-1823 blev den udvidet til en dybde af 1,44 m og en bredde på 12 m.

## Fartøjer
Saltpramme, såkaldte Stecknitzpramme (Stecknitzprahmen) 12 x 2,5 m med en dybde på omkring 40 cm og lasteevne 7,5 t salt, blev i begyndelsen trukket af mennesker eller dyr. Kanalen var visse steder kun 85 cm dyb, så prammene kunne kun have en beskeden dybgang. Prammene blev kun brugt på kanalen. Saltet blev transporteret fra Lüneburg over Ilmenau og Elben med skib, og blev ved Lauenburg overført til pramme. Denne ordning havde ikke tekniske årsager men må ses i lyset af skibsfartsprivilegier for de braunschweig-lüneburgske hertuger for Ilmenau og Oberelbe (Øvre Elben).
Senere, i det 19. århundrede, anvendtes Budenkahn og Stecknitzkahn, der havde en rig og kunne drives frem uden træk og med højere sidevægge. Riggen kunne fjernes eller foldes sammen, da mange broer begrænsede højden af passerende fartøjer. Disse skibe kunne rumme 37 tons last.